# Nové hlavní nádraží (Brno)
Nové hlavní nádraží je plánové nové nádraží v Brně, které by se mělo nacházet v městské čtvrti Trnitá na místě dnešního dolního nádraží. Od stávajícího hlavního nádraží by mělo být vzdáleno asi 800 metrů. Vzniknout by mělo podle návrhu nizozemských ateliérů Benthem Crouwel Architects a West 8.
Stavba nového nádraží by měla začít v roce 2028, otevřeno by podle předpokladů mělo být v roce 2034. Jeho součástí by měl být i moderní terminál pro autobusovou dopravu i napojení na linky MHD. Součástí projektu je i podzemní stanice pro zamýšlený podzemní vlak nebo tramvaj.
Cena projektu, který zahrnuje stavbu nového nádraží, vznik nového přestupního terminálu v Černovicích a modernizaci tratí na území města, by měla dosáhnout podle odhadů až 50 miliard korun.

## Mezinárodní architektonická soutěž
Mezinárodní urbanisticko-dopravně-architektonická soutěž o podobu nového hlavního nádraží byla vyhlášena 31. srpna 2020. Jejími zadavateli byli město Brno a Správa železnic. Přihlásilo se 50 zájemců z 15 zemí. 
Úkolem soutěžících bylo navrhnout nádražní budovu včetně zastřešení a podoby nástupišť, rozmístění vnitřních prostor a umístění hlavní výpravní haly. Dále také podobu veřejných prostranství včetně budov pro administrativu, bydlení a veřejnou vybavenost, vzhled a polohu autobusového nádraží, terminál městské hromadné dopravy, parkování, úschovnu kol nebo propojení pro pěší.

### Vítězný návrh
Vítězem soutěže se stal návrh nizozemských ateliérů Benthem Crouwel Architects a West 8. Jsou mj. autory projektu nádraží v Rotterdamu nebo rekonstrukce a dostavby nádraží v Amsterdamu.

### Další návrhy
Další oceněný návrh, který získal 2. místo, odevzdalo Sdružení Pelčák a partner architekti – Müller Reimann Architekten. Třetí místo zaujal návrh konsorcia ingenhoven architects GmbH, Architektonická kancelář Burian-Křivinka a architekti Koleček-Jura.